# Бевз, Алексей Германович
Алексей Германович Бевз (род. 1 января 1960) — советский и эстонский хоккеист, защитник. Мастер спорта СССР. Тренер.

## Биография
Воспитанник усть-каменогорского хоккея. В первенстве СССР играл за команды первой и второй лиг «Торпедо» Усть-Каменогорск (1977/78 — 1980/81), «Динамо» Минск (1981/82), «Динамо» Харьков (1981/82 — 1984/85), «Кренгольм» Нарва (1985/86, 1989/90), «Таллэкс» Таллин (1986/87 — 1988/89). Выступал во втором дивизионе Финляндии за клубы «СаПКо» (1989/90) и «ЛайПа».
Серебряный призёр чемпионата Европы среди юниорских команд 1978. Чемпион мира среди молодёжных команд 1980.
Входил в состав сборной Эстонии.
Тренер в командах «ЛайПа» (1993—1996), «СаПКо» (1996—2001).
Сын Никита (род. 1984) в начале 2000-х играл в молодёжной команде «СаПКо».